# Tritsch-Tratsch-Polka
Die Tritsch-Tratsch-Polka (op. 214) ist ein Werk des österreichischen Kapellmeisters und Komponisten Johann Strauss (Sohn). Johann Strauss komponierte die Polka im Jahr 1858. Nach seiner Rückkehr von einem Konzertsommer in Russland wurde sie am 24. November desselben Jahres im Gasthaus Zum großen Zeisig am Spittelberg nahe dem Burgglacis in Wien uraufgeführt.

## Entstehungsgeschichte
Johann Strauss hatte in der Saison 1858 zum dritten Mal die Sommerkonzerte in Pawlowsk bei Sankt Petersburg geleitet. Kurz vor seiner Rückkehr nach Wien konnte die Wiener Allgemeine Theaterzeitung am 24. September 1858 auf Seite 4 vermelden: „Herr Capellmeister Johann Strauß hat während seines diesjährigen Aufenthalts in St. Petersburg dieses Jahr folgende Compositionen vollendet, welche nach und nach bei Karl Haslinger erscheinen werden. Walzer: ‚Mes adieux à St. Petersbourg.‘ ‚Bon-bon. Polka françaises.‘, ‚Tritsch-Tratsch.‘ Schnell-Polka. ‚Szechenyi-Tänze.‘ Walzer.“ Dabei ist interessant, dass diese Polka als „Schnellpolka“ bezeichnet wird, diese Bezeichnung verwendete Strauss damals nicht. Tatsächlich wurde diese Polka aber noch nicht wie etwa Mes adieux à St. Petersbourgh (Abschied von St. Petersburg (op. 210)) in Pawlowsk aufgeführt, da die Komposition zu dieser Zeit noch nicht vollendet war. 
Auch bei dem Konzert im Wiener Volksgarten am 21. November, wenige Tage nach der Rückkehr von Johann Strauss in seine Heimatstadt, standen viele seiner während des Sommers in Russland komponierten Stücke auf dem Programm, nicht jedoch die Tritsch-Tratsch-Polka. Nachdem in den Zeitungen auch der Tratsch behandelt worden war, ob sich der „flotte Jean“ in Petersburg frisch verliebt, verlobt oder gar verheiratet habe, vollendete Strauss in Wien die Komposition. Er machte sich damit über diese Berichte in der seit 1858 in Wien erscheinenden humoristischen Zeitschrift Tritsch-Tratsch lustig. Der Titel dieser Zeitschrift gründete sich auf der gleichnamigen Posse Der Tritschtratsch (1833) von Johann Nestroy, im Notentitelblatt sind daher Szenen aus beiden Namensquellen zu sehen.

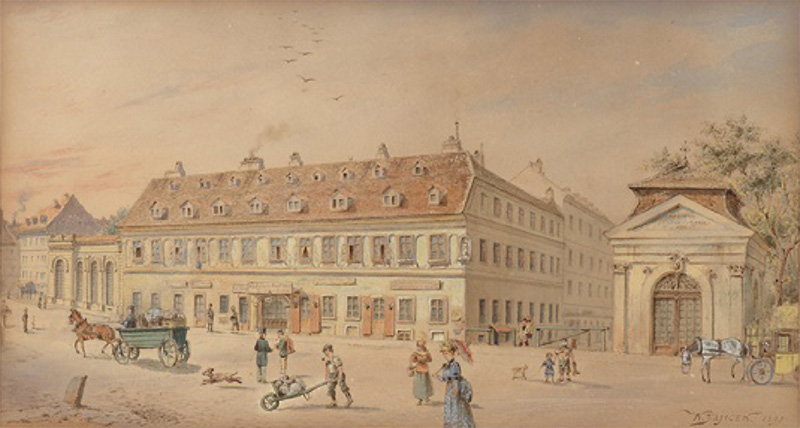
Gasthaus zum großen Zeisig. Aquarell von Carl Wenzel Zajicek

Ein paar Tage später, am 24. November 1858, war es jedoch so weit: Johann Strauss gab zusammen mit seinem Bruder Josef ein Konzert ganz in der Nähe ihres Geburtshauses in St. Ulrich, nämlich im Großen Zeisig, einem damals für seine volkstümlichen musikalischen Darbietungen bekannten Gasthaus an der Stelle des heutigen Hotels Sans Souci in der Burggasse Nr. 2. Hier wurde auch die lange angekündigte Tritsch-Tratsch-Polka uraufgeführt.
Die Theater-Zeitung schrieb am 27. November über das neueste Werk: „Seit Jahren dürfte keine Tanzkomposition von solcher Frische, humoristischer Färbung und pikanter Instrumentirung erschienen sein.“ Die beim Verleger Carl Haslinger erschienenen Klaviernoten waren binnen weniger Stunden vergriffen.
György Cziffra verfasste eine Transkription der Polka für Klavier solo, die zur anspruchsvollsten Klavierliteratur zählt.

## Aufnahmen (Auswahl)
- 1992: Wiener Philharmoniker unter Leitung von Carlos Kleiber. (Live-Aufnahme des Neujahrskonzertes der Wiener Philharmoniker 1992, DVD)